# 普让茶卡
普让茶卡，位于中国西藏自治区阿里地区革吉县境内，地处革吉县东北部，多扎日山东麓的的山间盆地。湖面海拔4400米，面积35平方公里。湖滨多盐碱沼泽和砂砾，地势开阔。无常年性地表径流入湖，湖水主要依赖冰雪融水和地下渗流补给。湖泊盐类矿床主要是石盐沉积。湖区气候干寒，年均气温-2.0～0.0℃，年降水量75～100毫米左右。